# Vidas cruzadas (1963)
Vidas cruzadas é uma telenovela mexicana, produzida pela Televisa e exibida em 1963 pelo Telesistema Mexicano.

## Elenco
- Carlos Ancira
- Carlos Andremar
- Anita Blanch
- Eva Calvo